# Marian Hoinaru
Marian Hoinaru (n. 5 iulie 1968, orașul Slobozia, județul Ialomița) este un politician român, fost membru al Parlamentului României. Marian Hoinaru a fost ales pe listele PNL dar a fost deputat independent în perioada decembrie 2006 - februarie 2008. Marian Hoinaru a devenit membru PDL din februarie 2008. În cadrul activității sale parlamentare, Marian Hoinaru a fost membru în grupurile parlamentare de prietenie cu Ungaria și Republica Bulgaria. În ianuarie 2009, Marian Hoinaru a fost numit în funcția de secretar de stat la Ministerul Agriculturii, Pădurilor și Dezvoltării Rurale.
1. ↑  DECIZIE 93 11/01/2009 - Portal Legislativ, legislatie.just.ro